# Шварцбург (Тюрингія)
Шварцбург (нім. Schwarzburg) — громада в Німеччині, розташована в землі Тюрингія. Входить до складу району Заальфельд-Рудольштадт. Складова частина об'єднання громад Міттлерес-Шварцаталь.
Площа — 14,63 км2. Населення становить 492 ос. (станом на 31 грудня 2021).
11 серпня 1919, перебуваючи у відпустці в Шварцбурзі, Фрідріх Еберт, перший Reichspräsident Німеччини, підписав Веймарську конституцію, першу демократичну конституцію Німеччини.

## Галерея

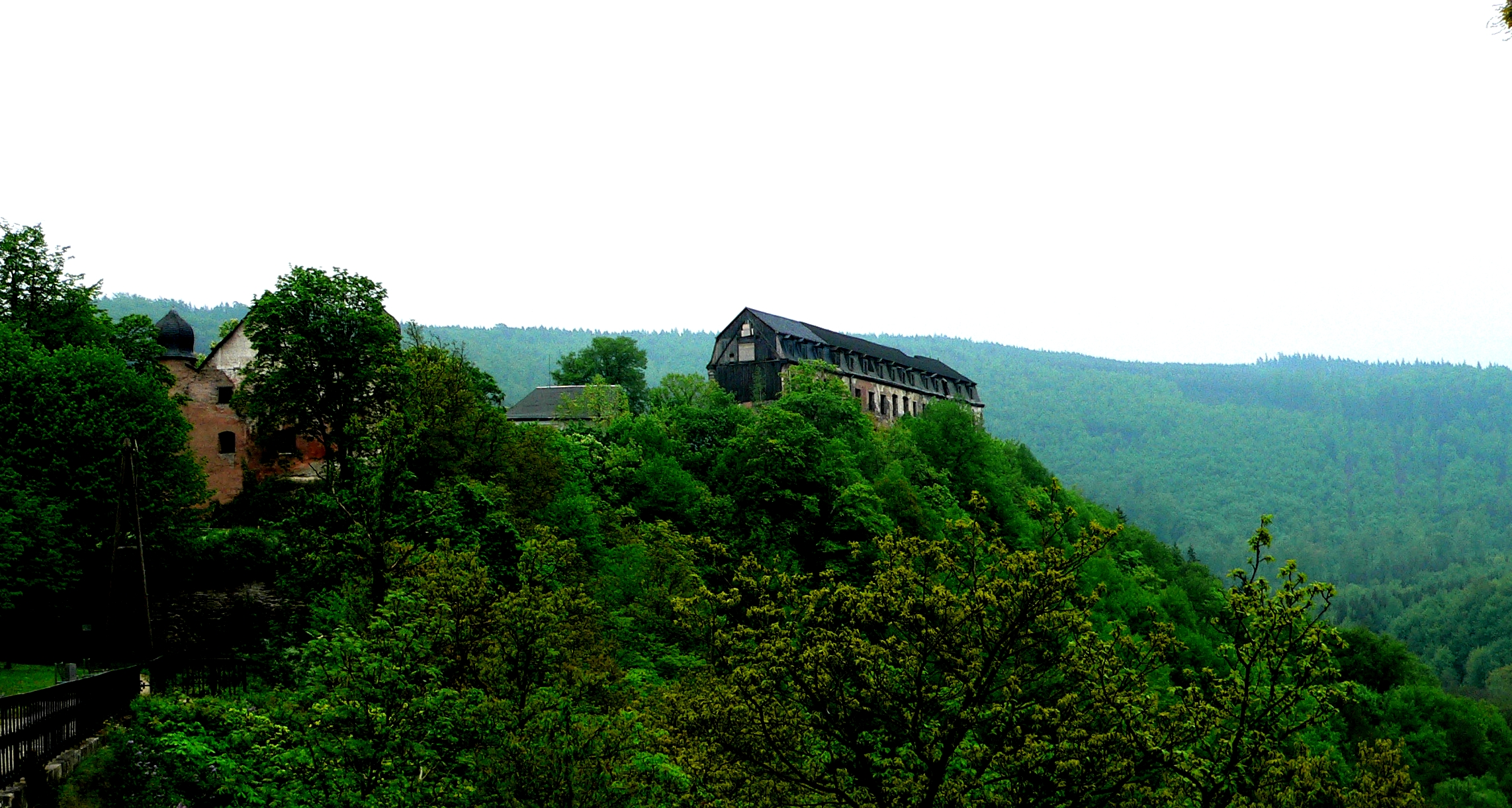
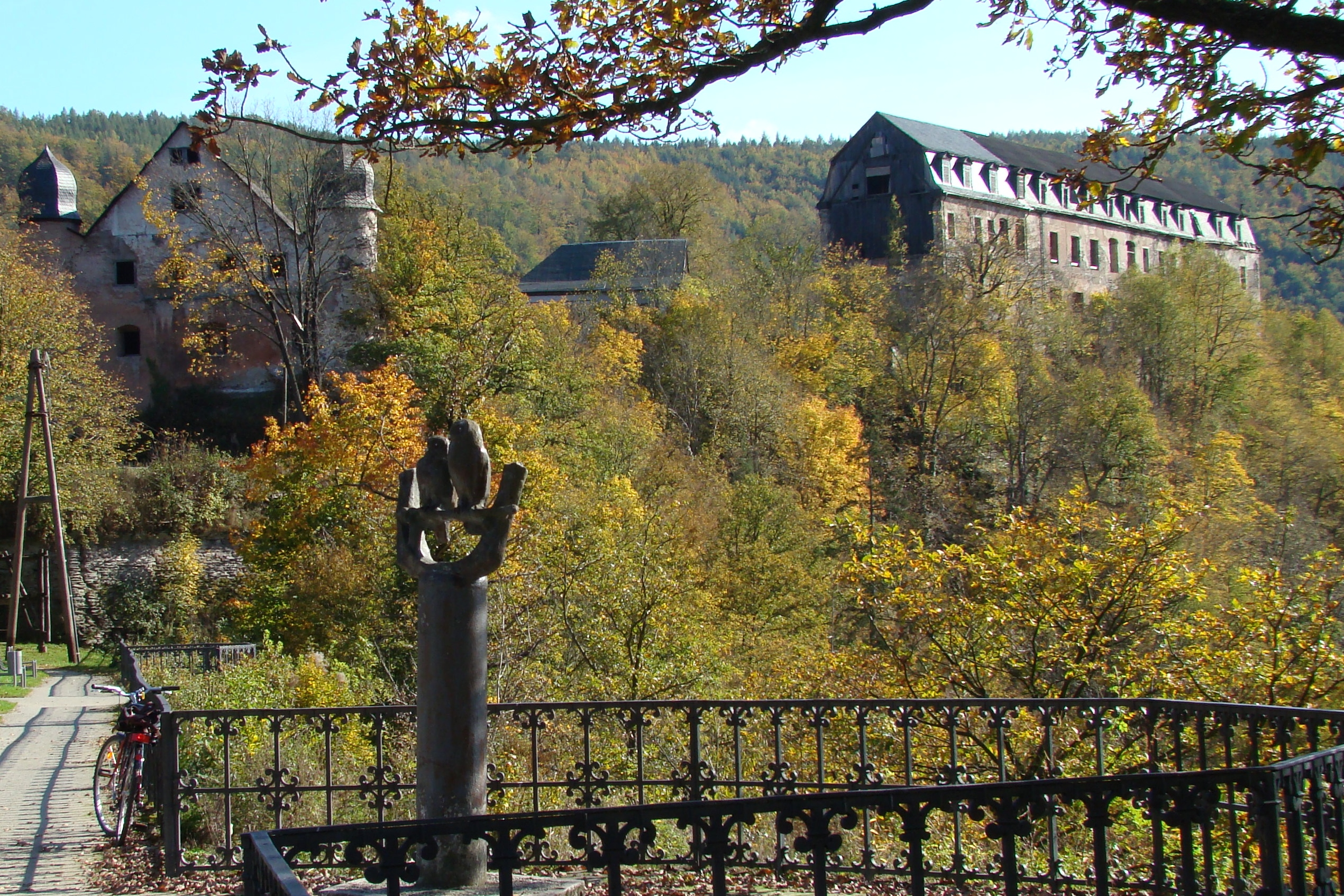